# Бельгард-ан-Марш (кантон)
Бельгард-ан-Марш (фр. Bellegarde-en-Marche) — кантон во Франции, находится в регионе Лимузен. Департамент кантона — Крёз. Входит в состав округа Обюссон. Население кантона на 2006 год составляло 2607 человек.
Код INSEE кантона 2304. Всего в кантон Бельгард-ан-Марш входят 9 коммун, из них главной коммуной является Бельгард-ан-Марш.

## Коммуны кантона
- Бельгард-ан-Марш — население 417 чел.
- Бороже — население 94 чел.
- Шампанья — население 407 чел.
- Ла-Шоссад — население 113 чел.
- Люперса — население 334 чел.
- Менса (Крёз) — население 643 чел.
- Мот — население 207 чел.
- Сен-Доме — население 172 чел.
- Сен-Сильвен-Бельгард — население 220 чел.